# Blackburn (Missouri)
Blackburn é uma cidade localizada no estado americano de Missouri, no Condado de Lafayette e Condado de Saline.

## Demografia
Segundo o censo americano de 2000, a sua população era de 284 habitantes. 
Em 2006, foi estimada uma população de 276, um decréscimo de 8 (-2.8%).

## Geografia
De acordo com o United States Census Bureau tem uma área de 
0,8 km², dos quais 0,8 km² cobertos por terra e 0,0 km² cobertos por água. Blackburn localiza-se a aproximadamente 241 m acima do nível do mar.

## Localidades na vizinhança
O diagrama seguinte representa as localidades num raio de 16 km ao redor de Blackburn. 